# Aleksej Dimitrijevič Pereljot
Aleksej Dimitrijevič Pereljot (rusko Алексей Дмитриевич Перелёт), sovjetski častnik, vojaški pilot, preizkusni pilot in heroj Sovjetske zveze, * 14. januar 1914, † 11. maj 1953.

## Življenjepis
Po drugi svetovni vojni je bil preizkusni pilot na reaktivnih letalih (npr. turnoletu) pri Centralnem aerohidrodinamičnem inštitutu ZSSR. Pri tem delu je tudi umrl.